# Шепетовская и Славутская епархия
Шепетовская и Славутская епархия — епархия Украинской православной церкви, объединяет приходы и монастыри на территории города а также Белогорского, Изяславского, Полонского, Славутского, Теофипольского, Шепетовский районов а также города Нетешин Хмельницкой области.
Кафедральный город — Шепетовка. Кафедральный собор — Михайловский (Шепетовка).

## История
Шепетовская епархия была образована 31 мая 2007 года путём выделения из состава Хмельницкой.
Решением Священного Синода Украинской Православной Церкви в состав Шепетовской епархии вошли такие административные единицы Хмельницкой области: город Нетишин; районы — Белогорский, Изяславский, Полонский, Славутский, Теофипольский и Шепетовский. Правящий епископ епархии получал титул «Шепетовский и Славутский». Епископом Шепетовским и Славутским назначен клирик Владимир-Волынской епархии архимандрит Никодим (Горенко). Хиротония состоялась 4 июня 2007 года.
На момент образования Шепетовская епархия состояла из 174 приходов, здесь несли пастырское служение 117 священников, действовало два женских и один мужской монастырь.

## Епископы
- 4 июня — 10 июня 2007 — Никодим (Горенко)
- 11 июня 2007 — 14 июня 2011 — Владимир (Мельник)
- 18 июня 2011 — 23 декабря 2014 — Дионисий (Константинов)
- 23 декабря 2014 — 29 января 2016 — Пантелеимон (Луговой)
- с 29 января 2016 года — Евсевий (Дудка)

## Монастыри
- Городищенский Свято-Рождества Богородичный монастырь
- Монастырь святой Анны, женский, Славута